# Arkys transversus
Arkys transversus är en spindelart som först beskrevs av Balogh 1978.  Arkys transversus ingår i släktet Arkys och familjen hjulspindlar.
Artens utbredningsområde är New South Wales. Inga underarter finns listade i Catalogue of Life.